# エドゥアルト・ヴァイター
エドゥアルト・ヴァイター（Eduard Weiter, 1889年7月18日 - 1945年5月2日）は、ドイツの警察官、軍人。ナチス・ドイツの時代、親衛隊（SS）の将校となり、ダッハウ強制収容所の所長を務めた。親衛隊員としての最終階級は親衛隊中佐。

## 経歴
1889年、エシュヴェーゲにて乗馬鞭職人の息子として生を受ける。20歳でドイツ帝国陸軍に入隊するまで、本の販売員として働きつつ、臨時の学生として教育を受けた。帝国陸軍では10年間務め、第一次世界大戦中には東部戦線、西部戦線、バルカン戦線にて従軍した。ヴァイターは専ら師団付や連隊付の主計長として勤務していた。敗戦後、ヴェルサイユ条約に基づく軍縮の中で除隊した後はバイエルン警察に採用され、陸軍時代の経験を活かし主計関連の役職についた。

### 親衛隊
1936年、バイエルン警察がドイツ国防軍に組み込まれ、この際にヴァイターは退職した。その後、親衛隊（SS）に入隊し、やはり主計関連の役職についた。警察時代を無名の官僚の1人として過ごしたように、SS入隊間もない頃の彼は特段の政治的信念を示したりするような人物ではなかった。国家社会主義ドイツ労働者党（NSDAP, ナチ党）への入党も1937年になってからだった。SSの経済部門の長だったオズヴァルト・ポールからの支持はあったものの、政治的に曖昧な態度をとり続けていた為、ヴァイターの昇進は遅れていた。第二次世界大戦中にはダッハウ強制収容所の管理部門に配属されたが、彼の仕事は依然としてそれまでと同じ官僚的業務のみだった。
それにもかかわらず、1943年9月30日にはマルティン・ゴットフリート・ヴァイス中佐の後任として収容所所長に就任する。収容者らの証言によれば、ヴァイターは所長就任後もほとんど収容所に姿を見せることはなかったという。一方、彼の在職中に収容所の環境は悪化の一途を辿った。これは東部の収容所が次々と閉鎖される中、多くの収容者がダッハウ収容所に移されたにもかかわらず、ヴァイターが収容区域の拡張などの対策をほとんど講じなかった為である。また、ヴァイターは反体制派の収容者ゲオルク・エルザーを殺害した疑いがある。ヴァイターが所長として公的に発表したところによれば、エルザーは空襲に巻き込まれて死亡したとされている。戦後、ヴァイターがハインリヒ・ミュラーに宛てて書いた手紙が発見された。この手紙にはエルザーを処刑する為の命令があったことと、その死を爆撃によるものとして発表する旨が記されていた。収容者の代表らが後に語ったところによれば、ヴァイターはダッハウ収容所を脱出する直前、戦後の裁判で自分が残虐ではなかった旨を証言して欲しいと頼んできたという。

### 死亡
ダッハウ収容所が解放される直前、ヴァイターは収容所を脱出し、オーストリアのイッターにて死亡した。彼の死には不可解な点が多く、その政治的信念の欠落を理由に他のSS隊員によって処刑されたとも言われている。イッター城収容所に収容されていたエドゥアール・ダラディエ元フランス首相が語ったところによれば、ヴァイターは4月29日にイッター城を訪れ、5月2日に拳銃自殺を遂げたとされる。